# Matrice de Butler
Pour les articles homonymes, voir Butler.
La matrice de Butler est un dispositif passif hyperfréquence qui permet la formation de faisceaux des réseaux d'antennes. Ce composant radio-électrique a été inventé en 1961 par Jesse Butler et Ralph Lowe de la société Sanders Associates, basée à Nashua, dans l'État Américain du New Hampshire.
Ce dispositif est un agencement de coupleurs hybrides avec N entrées et N sorties, où N en général est une puissance de 2.

## Dispositif
Les composants essentiels nécessaires à la construction d'une matrice de Butler sont des coupleurs hybrides et des déphaseurs à valeur fixe. De plus, un contrôle précis de la direction du faisceau peut être fourni avec des déphaseurs variables en plus des déphaseurs fixes. En utilisant les déphaseurs variables en combinaison avec la commutation de l'alimentation aux ports de faisceau, un balayage continu du faisceau peut être produit.
Un composant supplémentaire pouvant être utilisé est un circuit à éléments distribués à croisement plan de type ligne microruban. Si elles doivent se croiser sous forme de pont aérien, elles ne conviennent pas à cette application car il existe inévitablement un certain couplage entre les lignes croisées. Une alternative qui permet à la matrice de Butler d'être entièrement mise en œuvre sous forme de circuit imprimé, et donc plus économique, est un croisement sous la forme d'un coupleur de branche. Le coupleur croisé équivaut à deux coupleurs hybrides à 90° connectés en cascade. Ceci ajoutera un décalage de phase supplémentaire de 90° aux lignes traversées qui peut être compensé par l'ajout d'une quantité équivalente aux déphaseurs dans les lignes non traversées. Un croisement de branchement idéal n'a théoriquement aucun couplage entre les deux chemins le traversant. Dans ce type de mise en oeuvre, les déphaseurs sont construits sous forme de lignes à retard de longueur appropriée. Ceci est juste une ligne sinueuse sur le circuit imprimé
Les lignes microruban sont bon marché mais ne convient pas à toutes les applications. Lorsqu'il y a un grand nombre d'éléments d'antenne, le chemin à travers la matrice de Butler passe par un grand nombre d'hybrides et de déphaseurs. La perte d’insertion cumulative de tous ces composants dans le microruban peut le rendre peu pratique. La technologie habituellement utilisée pour résoudre ce problème, en particulier aux fréquences les plus élevées, consiste en un guide d'ondes beaucoup moins dommageable. Non seulement cela coûte plus cher, mais il est également beaucoup plus volumineux et lourd, ce qui représente un inconvénient majeur pour l’utilisation sur des avions. Un autre choix moins volumineux, mais toujours moins pénalisant que le microruban, est le guide d’ondes intégré au substrat.

## Usages
Les matrices de Butler sont généralement utilisées dans les stations de base des réseaux de téléphonie mobile pour que les faisceaux restent orientés vers les utilisateurs mobiles. Des réseaux d'antennes linéaires pilotés par des matrices de Butler, ou un autre réseau de formation de faisceau, pour produire un faisceau de balayage sont utilisés dans les applications de radiogoniométrie. Ils sont importants pour les systèmes d'alerte militaires et l'emplacement des cibles. Ils sont particulièrement utiles dans les systèmes navals en raison de la large couverture angulaire qui peut être obtenue. Une autre caractéristique qui rend les matrices de Butler attrayantes pour les applications militaires est leur rapidité par rapport aux systèmes de balayage mécanique. Celles-ci doivent prendre en compte le temps de stabilisation des servos.
Les éléments d'antenne alimentés par une matrice de Butler sont généralement associés à des antennes cornets émettant en hyperfréquences. Les cornets ont une largeur de bande limitée et des antennes plus complexes peuvent être utilisées si plus d'une octave est requise. Les éléments sont généralement disposés dans un réseau linéaire.
Une matrice de Butler peut également alimenter un réseau circulaire offrant une couverture à 360°. Une autre application avec un réseau d'antennes circulaire consiste à produire des faisceaux omnidirectionnels avec des modes de phase orthogonaux afin que plusieurs stations mobiles puissent utiliser simultanément la même fréquence, chacune utilisant un mode de phase différent. Un réseau d'antennes circulaire peut être utilisé pour produire simultanément un faisceau omnidirectionnel et des faisceaux multidirectionnels lorsqu'il est alimenté deux matrices de Butler dos à dos.
Les matrices de Butler peuvent être utilisées avec les émetteurs et les récepteurs. Comme ils sont passifs et réciproques, la même matrice peut faire les deux, dans un émetteur-récepteur par exemple. Ils ont la propriété avantageuse qu'en mode émission, ils transmettent toute la puissance de l'émetteur au faisceau et qu'en mode réception, ils collectent les signaux provenant de chacune des directions du faisceau avec le gain total du réseau d'antennes.